# ドスゴドス
ドスゴドスはゾイドに登場する架空の兵器。本項目ではその後継機であるティガゴドスについても記述する。

## 概要
リバース・センチュリーシリーズの新型ゾイドの第一弾。名称通りゴドスの後継機であり、dosは2を意味する。同シリーズの主役機的存在と位置づけられている。

## キット
HRZ-05 ドスゴドス
2008年11月27日発売。旧復元の直立二足歩行から、前傾姿勢へスタイルが変更され、より恐竜らしいシルエットに近付いている。そのため武装は腹部ではなく背部や両腕に装備されており、さらに頭部には旧ゴドスにはなかった顎（口）が付いた。搭載された稼動機構は従来と同じくゼンマイ歩行式だが、関節部にはボールジョイントを使用しており、稼動部のロックを外すことにより、関節各部を手動で自在に動作させることができる。カラーリングが青系に変更されている。
HRZ-10 ティガゴドス
2009年1月29日発売。ボディや四肢はカラーリング以外ほぼドスゴドスからの流用だが、頭部と主な武装は新規のものとなっており、動力モーターも背部に据え付けるボタン電池内蔵の電動モーター（バリゲーターTSのモーターと同じもの）に変更されている。ドスゴドスと同じく各関節はボールジョイント式であるため、手動でのポージングも可能。パーツを換装することでドスゴドス（説明書内では「ドスゴドスTS」と呼称される）としても組み立てられる。余談だが、コクピットキャノピーには僅かながら隙間があり、歩行させると振動でパイロットフィギュアが頭部からこぼれることがある。
ドスゴドスオールドカラーVer
2009年1月発売。ネットショップ『e-HOBBY』の限定商品で、その名の通り旧ゴドス（1984年版）に近いカラーリングとなっている。

## 設定解説
| ドスゴドス DOS GODOS | ドスゴドス DOS GODOS |
| -------------------- | --- |
| 番号                 | HRZ-05 |
| 所属                 | ヘリック共和国 |
| 分類                 | アロサウルス型 |
| 全長                 | 16.6m |
| 全高                 | 7.1m |
| 全幅                 | 4.0m |
| 重量                 | 28t |
| 最高速度             | 220km/h |
| 乗員人数             | 1名 |
| 主な搭乗者           | ウィル・クレイグ |
| 武装                 | バイトファング クラッシャークロー×2 小口径収束荷電粒子ビーム砲×2 対ゾイド30mmハイパービーム砲 小口径レーザー機銃×2 テイルウィップダガー 広域レーザーサーチャー ジェットスラスター×2 |

旧式化したゴドスの後継機としてアロザウラーと同時期に開発されたゾイド。ZAC2056年に発生した惑星Zi大異変による磁気嵐の発生後はその環境に適応できるよう改修を受け、異変発生後初の共和国新型ゾイドとなった。
ゴドス由来の格闘能力はより強化されており、脚部のジェットスラスターで機体に加速を与えて繰り出すターボアクセレイションキックの威力は、ゴドスキックの2倍を誇る。また、ホバリング移動も可能であり、キングゴジュラスに搭載されていた技術も導入し、重力波攻撃に対する耐性も獲得している。

## バリエーション

### ドスゴドスオールドカラーVer
| ドスゴドス オールドカラーVer | ドスゴドス オールドカラーVer |
| ---------------------------- | --- |
| 番号                         | HRZ-05 |
| 所属                         | ヘリック共和国 |
| 分類                         | アロサウルス型 |
| 全長                         | 16.6m |
| 全高                         | 7.1m |
| 全幅                         | 4.0m |
| 重量                         | 28t |
| 最高速度                     | 220km/h |
| 乗員人数                     | 1名 |
| 武装                         | バイトファング クラッシャークロー×2 小口径収束荷電粒子ビーム砲×2 対ゾイド30mmハイパービーム砲 小口径レーザー機銃×2 テイルウィップダガー 広域レーザーサーチャー ジェットスラスター×2 |

暗黒大陸の辺境地にあるシヒナザ基地に配備された唯一のドスゴドス。そこで働く元ゴドスのパイロットであった整備兵ライマンドがこのドスゴドスのカラーリングが気に入らず、勝手に本機を旧ゴドスの色に塗り替えたもの。基地を襲撃するガイロス帝国軍と交戦した。

### マグネドス
| マグネドス DOS GODOS TESTTYPE | マグネドス DOS GODOS TESTTYPE                         |
| ----------------------------- | ----------------------------------------------------- |
| 所属                          | ヘリック共和国                                        |
| 分類                          | アロサウルス型                                        |
| 武装                          | 試作マグネッサーホバー×2(脚部) 推進用ブースター(尾部) |

電撃ホビーマガジン2009年1月号掲載。マグネッサーホバーシステムの試験機で、脚部や尾部にホバーシステムやブースターを増設している。

### ティガゴドス
| ティガゴドス TIGA GODOS | ティガゴドス TIGA GODOS |
| ----------------------- | --- |
| 番号                    | HRZ-10 |
| 所属                    | ヘリック共和国 |
| 分類                    | アロサウルス型 |
| 全長                    | 16.6m |
| 全高                    | 7.5m |
| 全幅                    | 4.0m |
| 重量                    | 32t |
| 最高速度                | 210.0km/h |
| 乗員人数                | 1名 |
| 主な搭乗者              | ウィル・クレイグ |
| 武装                    | バイトファング ハイパークラッシャークロー×2 小口径ガトリング砲×2 アサルトマグネーザー×2 集束型荷電粒子ビーム砲×2 テイルウィップダガー 反荷電粒子装甲コクピット ジェットスラスター×2 |

ガイロス帝国軍の底知れぬ力を思い知らされた共和国軍が、対ヴァルガ用にドスゴドスを改装した機体。頭部のコクピットキャノピーは反荷電粒子装甲を採用し防御力を向上。背部にはマグネーザーを装備し、ヴァルガに決定的な打撃を与えることも可能となった。